# Pedaria intermedia
Pedaria intermedia är en skalbaggsart som beskrevs av Antoine Boucomont 1922. Pedaria intermedia ingår i släktet Pedaria och familjen bladhorningar. Inga underarter finns listade i Catalogue of Life.